# فرانشيسكو ليجيو
فرانشيسكو ليجيو هو أكاديمي ومترجم إيطالي، متحصل على دكتوراه في الدراسات والأبحاث في المغرب العربي والشرق الأدنى من صدر الإسلام إلى العهد المعاصر من جامعة نابولي بأطروحة حول تواجد العناصر اللهجوية في السرديات المعاصرة بالعربية في تونس والجزائر.وكان قد تخرّج في اللغات الأجنبية شعبة اللغات الشرقية بكلية الآداب والفلسفة من جامعة «لوريينتالي» بنابولي.وقدم رسالة بحث في اللغة والأداب العربية بعنوان«الآفاق النقدية في روايات موسم الهجرة إلى الشمال».ترجم العديد من البرامج التلفزيونية والأفلام الوثائقية حول مسلمي صقلية وشارك في عدد منها وعُرض بعضها في الفضائيات العربية.يُعرّف بالأدب العربي والثقافة العربية الإسلامية في إيطاليا.يدرّس العربية والترجمة بجامعات باليرمو وباري ونابولي وأستاذا زائرا في كثير من الجامعات العربية.

## أعماله
نقل العديد من الروايات العربية الحديثة والمعاصرة إلى لغة بوكاتشو، الإيطالية، أهمها رواية «موسم الهجرة إلى الشمال» للطيب صالح من السودان ورواية ذاكرة الجسد ل أحلام مستغانمي ورواية«البق والقرصان» لعمارة لخّوص من الجزائر.كما نقل عديد البحوث النقدية العربية إلى الإيطالية.نزل هذه الأيام تونس، ولما كنّا التقيناه أكثر من مرة في إيطاليا وفي بلدان أخرى وخبرنا ثقافته العالية وحبه الكبير للعربية ولآدبائها، لم نفوّت الفرصة لنلتقيه في حوار خاطف نحاول من خلاله أن نعرّف بهذا المترجم والباحث الإيطالي الذي يهمّ بترجمة عيون الروايات التونسية المعاصرة والمؤسّسة.ونحاول أن نقترب من عوالمه الفكرية وهواجسه الجمالية التي تحرّك قلمه المترجم.حتى نفهم أسباب اختياره لنص دون غيره موضوعا للترجمة.كما يسعى هذا الحوار إلى طرح أسئلة الترجمة الكبرى. هذا إلى جانب معرفة سرّ العلاقة التي تربطه بتونس والتي يتردد عليها باستمرار منذ سنوات وإن كان الكثير من الخلق الأدبي لا يعلم ذلك.